# Ko Eun-sung
Dans ce nom coréen, le nom de famille, Ko, précède le nom personnel.
Ko Eun-sung, également orthographié Go Eun-seong ou Ko Eun-seong (hangul:  고은성), est un chanteur sud-coréen né le 11 septembre 1990, spécialisé dans les comédies musicales.

## Biographie

### Une vocation précoce
Ko Eun-sung étudie à l'Université Dankook, dans la filière arts du spectacle et du cinéma, spécialité théâtre. Dès ses dix-huit ans, il souhaite devenir chanteur de comédie musicale et interrompt ses études pour se consacrer aux auditions. Il réalise cette ambition trois ans plus tard en tenant un rôle secondaire dans L'Éveil du printemps, courant 2011. Son rêve est alors d'incarner Joe Gillis dans la transposition scénique de Sunset Boulevard.

### La révélation via Phantom Singer et confirmation sur la scène musicale
En parallèle à sa carrière sur les planches, Ko Eun-sung participe à de nombreux télé-crochets. L'émission populaire Phantom Singer, en 2016, le fait connaître auprès du grand public : il finit à la 3ème place.
Il intègre plusieurs groupes produits en conséquent : HPRESSO suite à Phantom Singer, TOP7 suite à Kookmin Singer et KKD suite à Tomorrow's National Singer.
Si ses succès à la télévision lui apportent une certaine notoriété, il reste d'avantage tourné vers la scène musicale. En 2021, il délivre une interprétation remarquée du personnage principal d'Hedwig and the Angry Inch. Pour se préparer au mieux au rôle, il s'inspire de la gestuelle et des expressions faciales de la drag queen brésilienne Pabllo Vittar ; il s'entraîne intensivement pour marcher sur des talons de quinze centimètres de la façon la plus naturelle possible.

### Une portéepolyglotte
Francophile convaincu depuis sa découverte des comédies musicales françaises, Ko Eun-sung travaille assidûment la langue de Molière ; il apprend également l'allemand, l'italien, l'espagnol et le portugais. Son aisance à chanter en français est fréquemment soulignée par la presse spécialisée, et ses fans.
Habitué à chanter dans des langues qu'il ne maîtrise pas totalement, il explique sa démarche ainsi : « Pour les chansons qui ne sont pas dans ma langue maternelle, je pense qu'aucun effort n'est suffisant. [...] J'étudie donc beaucoup. Tout le monde n'a pas la chance de se produire sur scène et j'ai aussi connu une période où je ne pouvais jamais considérer ces moments comme vraiment acquis. Alors j'essaie de ne pas gâcher un seul instant de ma vie ».
En France, il suscite un certain intérêt pour ses reprises de L'envie d'aimer (Daniel Levi), Reste (Gims et Sting) ou Je te le donne (Vitaa et Slimane). En 2023 sort son mini-album, Les Chansons, dédié aux titres français. Il y interprète les tubes des chanteuses Edith Piaf, Camille et Carla Bruni.

## Participation aux télé-crochets(sélection partielle)
- 2016 : Phantom Singer : 3ème place
- 2021 : Tomorrow's National Singer : 6ème place

## Performances scéniques(sélection partielle)
- 2011 : L'Éveil du printemps : Ernst
- 2011 : Celebrity : Nick Piazza
- 2012 / 2013 / 2014 : Grease : Danny
- 2013 : Spamalot : Sir Galahad
- 2014 : Beastie Boys : Kang Min-hyuk
- 2016 : Roméo et Juliette : Roméo Montaigu
- 2017 : Hamlet : Hamlet
- 2017 : The Rocky Horror Show : Brad Majors
- 2018 : Notre-Dame de Paris : Phoebus
- 2021 / 2022 : Hedwig and the Angry Inch : Hedwig
- 2021 : A Gentleman's Guide to Love and Murder : Monty Navarro
- 2022 / 2023 : Death Note : Light Yagami
- 2022 : West Side Story : Tony
- 2023 : Monte Cristo : Edmond Dantès
- 2023 : Memphis : Huey
- 2024 : Frankenstein : Henri Dupre / La Créature
- 2024 : Natasha, Pierre & The Great Comet of 1812 : Anatole
- 2024 : Cyrano : Cyrano
- 2024 : La Rose de Versailles : André Grandier

## Albums(sélection partielle)
- 2021 : Start Over

1. Start Over
2. L'Envie d'aimer (Les Dix Commandements)
3. Wie jeder andre mann (Rudolf)
4. Who I'd be (Shrek) - en duo avec Min Kyung-Ah
5. A Whole new world (Aladdin) - en duo avec Min Kyung-Ah

- 2023 : Les Chansons

1. Hymne à l'amour
2. Le Festin (Ratatouille)
3. Le plus beau du quartier
4. Hymne à l'amour (instrumental)
5. Le Festin (Ratatouille) (instrumental)
6. Le plus beau du quartier (instrumental)

## Récompenses
- 2025 : Korea Musical Awards : Meilleur acteur dans un second rôle pour Natasha, Pierre & The Great Comet of 1812[1]